# Trehøje
Trehøje é um município da Dinamarca, localizado na região ocidental, no condado de Ringkobing.
O município tem uma área de 296 km² e uma  população de 9 929 habitantes, segundo o censo de 2005.